# Marca de Panònia

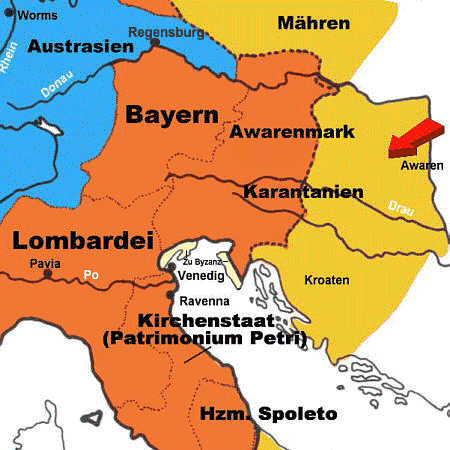
La marca de Panònia en l'època de Carlemany (ca. 800)

L'expansió de l'imperi franc de Carlemany (768–814)

La Marca de Panònia fou una de les marques o territoris de frontera de l'Imperi Carolingi establerta a la meitat del segle IX enfront de la Gran Moràvia i que va existir només durant el temps en què aquest estat va tenir poder.
Va substituir a la Marca Àvar i ocupava el territori al sud del Danubi entre el riu Enns i el Wienerwald. En alguns documents se l'esmenta com terminum regni Baioariorum in Oriente ("final del regne dels bavaresos a l'est") i per això va acabar adoptant el nom de "Marca Oriental de Baviera" quan fou establerta el 976 (que després fou el marcgraviat d'Àustria).

## Marcgravis
Llista incompleta.
- Radbod, fins al 856
- Carloman, 856-863
- Guillem, fins al 871
- Engelschalk I, vers 871
- Aribo, 871-909
- Engelschalk II, fill d'Engelschalk I, oposat a Aribó